# Halštrov (Horní Lužice)
Halštrov (německy Elstra, hornolužickosrbsky Halštrow) je město v německé spolkové zemi Sasko, nacházející se v historickém území Horní Lužice v zemském okrese Budyšín, cca 6 km jihovýchodně od Kamence. Název města je odvozen od řeky Černý Halštrov (Schwarze Elster), která jižně od města pramení. Halštrov je jedním z nejmenších měst v Německu, má přibližně 2 700 obyvatel.

## Městské části
Halštrov se dělí na 13 městských částí. V níže uvedeném seznamu je počet obyvatel jednotlivých částí k 1. červnu 2010. Jednotlivé části Halštrova jsou (jméno německy/jméno lužickosrbsky):
- Boderitz (Bódricy), 51 obyvatel
- Dobrig (Dobrik), 62 obyv.
- Elstra (Halštrow), 1378 obyv.
- Gödlau (Jedlow), 105 obyv.
- Kindisch (Kinč), 208 obyv.
- Kriepitz (Krěpjecy), 227 obyv.
- Ossel (Wóslin), 36 obyv.
- Prietitz (Protecy), 311 obyv.
- Rauschwitz (Rušica), 315 obyv.
- Rehnsdorf (Hrańčik), 51 obyv.
- Talpenberg, 73 obyv.
- Welka (Wjelkow), 26 obyv.
- Wohla (Walow), 55 obyv.

Dříve nezávislé obce Rauschwitz (s místními částmi Gödlau a Kindisch) a Prietitz byly při reformě místní správy v roce 1994 připojeny k Halštrovu. Místní část Kriepitz (Krěpjecy) patří jako jediná do lužickosrbské oblasti osídlení.

## Osobnosti
- Heinrich Friedrich Gretschel (1830–1892) – matematik (narozen v části Prietitz)
- Ernst Hager (1847–1895) – filolog
- Paul Johannes Beger (1886–1970) – mineralog
- Georg Derlitzki (1889–1958) – vědec, ekonom a agronom
- Otto Garten (1902–2000) – malíř

## Partnerská města
- Rtyně v Podkrkonoší